# Gare de Pont-de-Seraing
La gare de Pont-de-Seraing est une gare ferroviaire belge de la ligne 125, de Liège à Namur, située sur le territoire de la commune de Seraing, en Région wallonne dans la province de Liège.
C'est une halte ferroviaire de la Société nationale des chemins de fer belges (SNCB) desservie par des trains omnibus (L) et d'heure de pointe (P).

## Situation ferroviaire
Établie à 77 mètres d'altitude, la gare de Pont-de-Seraing est située au point kilométrique (PK) 6,4 de la ligne 125, de Liège à Namur, entre les gares ouvertes de Sclessin et de Jemeppe-sur-Meuse.

## Service des voyageurs

### Accueil
Halte SNCB, c'est un point d'arrêt non géré (PANG) à accès libre.

### Dessertes
Pont-de-Seraing est desservie par des trains Omnibus (L) et d'heure de pointe (P) de la SNCB qui effectuent des missions entre Liège-Guillemins et Namur (certains trains étant limités à Huy). 
- en semaine, la desserte comprend un train L par heure dans chaque sens ;
- le week-end et les jours fériés ne circule qu'un train L toutes les deux heures.

Il existe également quelques trains supplémentaires (P) en semaine aux heures de pointe :
- un train P, le matin, reliant Statte à Liège-Guillemins ;
- deux autres (un le matin et un l'après-midi) reliant Liège-Guillemins à Huy ;
- un train P, l'après-midi, relie Huy à Liège-Guillemins.

### Intermodalité
Le stationnement des véhicules est difficile à proximité. 
Le point d’arrêt est situé à proximité directe avec la gare routière de Jemeppe, desservie par de nombreuses lignes de bus.

## Comptage voyageurs
Ce graphique et tableau montre le nombre de voyageurs embarquant en moyenne durant la semaine, le samedi et le dimanche.
| Nombre de passagers qui embarquent à la gare de Pont-de-Seraing | Nombre de passagers qui embarquent à la gare de Pont-de-Seraing | Nombre de passagers qui embarquent à la gare de Pont-de-Seraing | Nombre de passagers qui embarquent à la gare de Pont-de-Seraing |
|                                                                 | Semaine                                                         | Samedi                                                          | Dimanche                                                        |
| --------------------------------------------------------------- | --------------------------------------------------------------- | --------------------------------------------------------------- | --------------------------------------------------------------- |
| 1977                                                            | 290                                                             | 122                                                             | 33                                                              |
| 1978                                                            | 284                                                             | 100                                                             | 20                                                              |
| 1979                                                            | 314                                                             | 37                                                              | 14                                                              |
| 1980                                                            | 294                                                             | 45                                                              | 10                                                              |
| 1981                                                            | 312                                                             | 40                                                              | 21                                                              |
| 1982                                                            | 304                                                             | 59                                                              | 12                                                              |
| 1983                                                            | 317                                                             | 30                                                              | 18                                                              |
| 1984                                                            | 286                                                             | 32                                                              | 18                                                              |
| 1985                                                            | 243                                                             | 26                                                              | 22                                                              |
| 1986                                                            | 238                                                             | 10                                                              | 10                                                              |
| 1987                                                            | 275                                                             | 10                                                              | 9                                                               |
| 1988                                                            | 244                                                             | 14                                                              | 18                                                              |
| 1989                                                            | 211                                                             | 11                                                              | 9                                                               |
| 1990                                                            | 185                                                             | 10                                                              | 9                                                               |
| 1991                                                            | 229                                                             | 14                                                              | 22                                                              |
| 1992                                                            | 223                                                             | 17                                                              | 12                                                              |
| 1993                                                            | 203                                                             | 13                                                              | 24                                                              |
| 1994                                                            | 151                                                             | 15                                                              | 12                                                              |
| 1995                                                            | 127                                                             | 9                                                               | 9                                                               |
| 1996                                                            | 177                                                             | 12                                                              | 13                                                              |
| 1997                                                            | 182                                                             | 6                                                               | 15                                                              |
| 1998                                                            | 242                                                             | 6                                                               | 13                                                              |
| 1999                                                            | 190                                                             | 8                                                               | 4                                                               |
| 2000                                                            | 463                                                             | 100                                                             | 49                                                              |
| 2001                                                            | 264                                                             | 12                                                              | 8                                                               |
| 2002                                                            | 311                                                             | 9                                                               | 11                                                              |
| 2003                                                            | 198                                                             | 10                                                              | 4                                                               |
| 2004                                                            | 152                                                             | 8                                                               | 8                                                               |
| 2005                                                            | 315                                                             | 17                                                              | 8                                                               |
| 2006                                                            | 306                                                             | 8                                                               | 4                                                               |
| 2007                                                            | 265                                                             | 12                                                              | 8                                                               |
| 2008                                                            | -                                                               | -                                                               | -                                                               |
| 2009                                                            | 256                                                             | 22                                                              | 14                                                              |
| 2010                                                            | -                                                               | -                                                               | -                                                               |
| 2011                                                            | -                                                               | -                                                               | -                                                               |
| 2012                                                            | 261                                                             | 21                                                              | 15                                                              |
| 2013                                                            | 250                                                             | 19                                                              | 23                                                              |
| 2014                                                            | 202                                                             | 28                                                              | 17                                                              |
| 2015                                                            | 239                                                             | 10                                                              | 15                                                              |
| 2016                                                            | 267                                                             | 14                                                              | 6                                                               |
| 2017                                                            | 236                                                             | 5                                                               | 10                                                              |
| 2018                                                            | 227                                                             | 12                                                              | 11                                                              |
| 2019                                                            | 239                                                             | 17                                                              | 27                                                              |
| 2020                                                            | 130                                                             | 24                                                              | 5                                                               |
| 2021                                                            | -                                                               | -                                                               | -                                                               |
| 2022                                                            | 304                                                             | 35                                                              | 28                                                              |
| 2023                                                            | 348                                                             | 38                                                              | 28                                                              |
| 2024                                                            | 389                                                             | 48                                                              | 28                                                              |

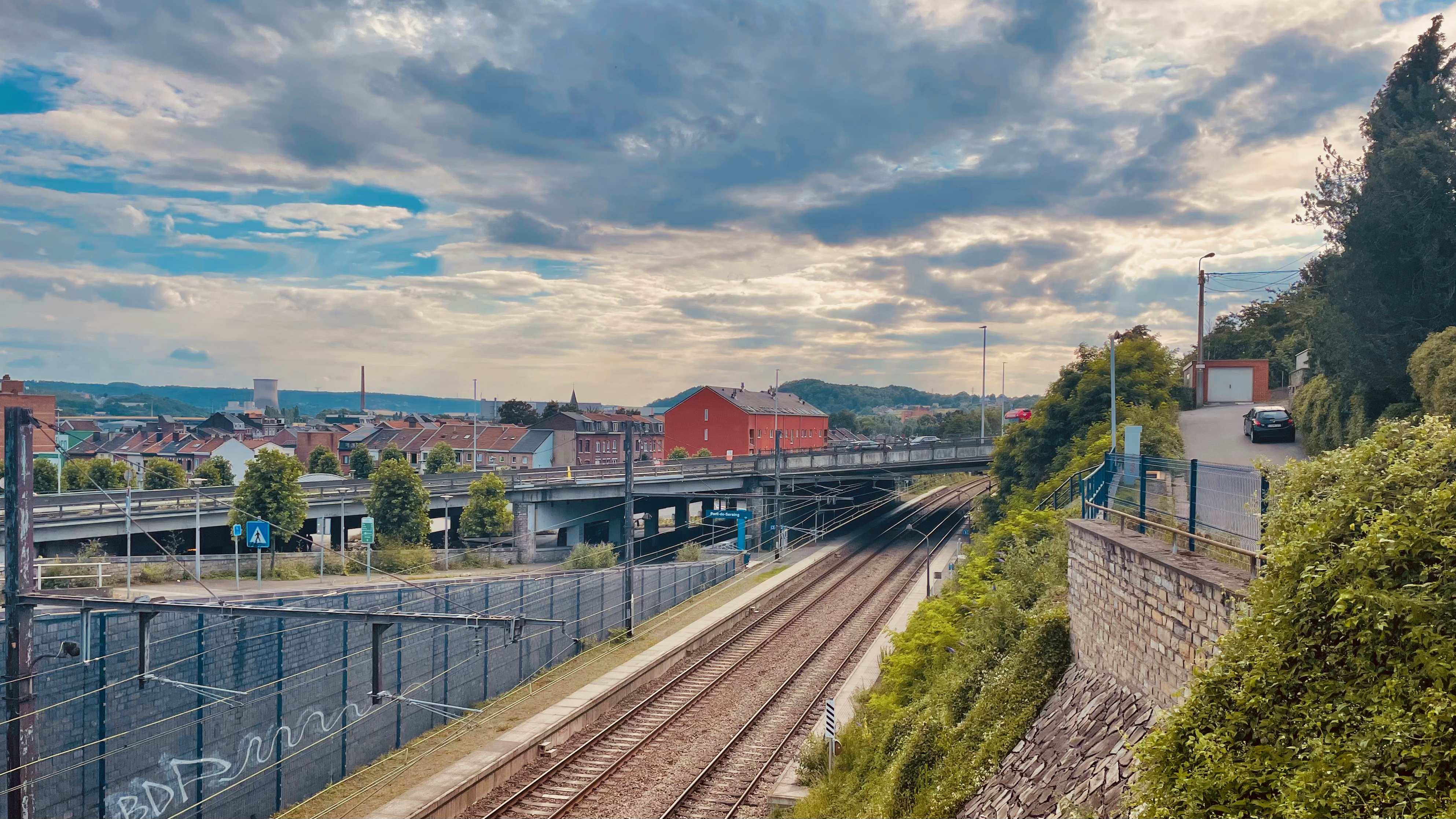
Vue depuis le pont.
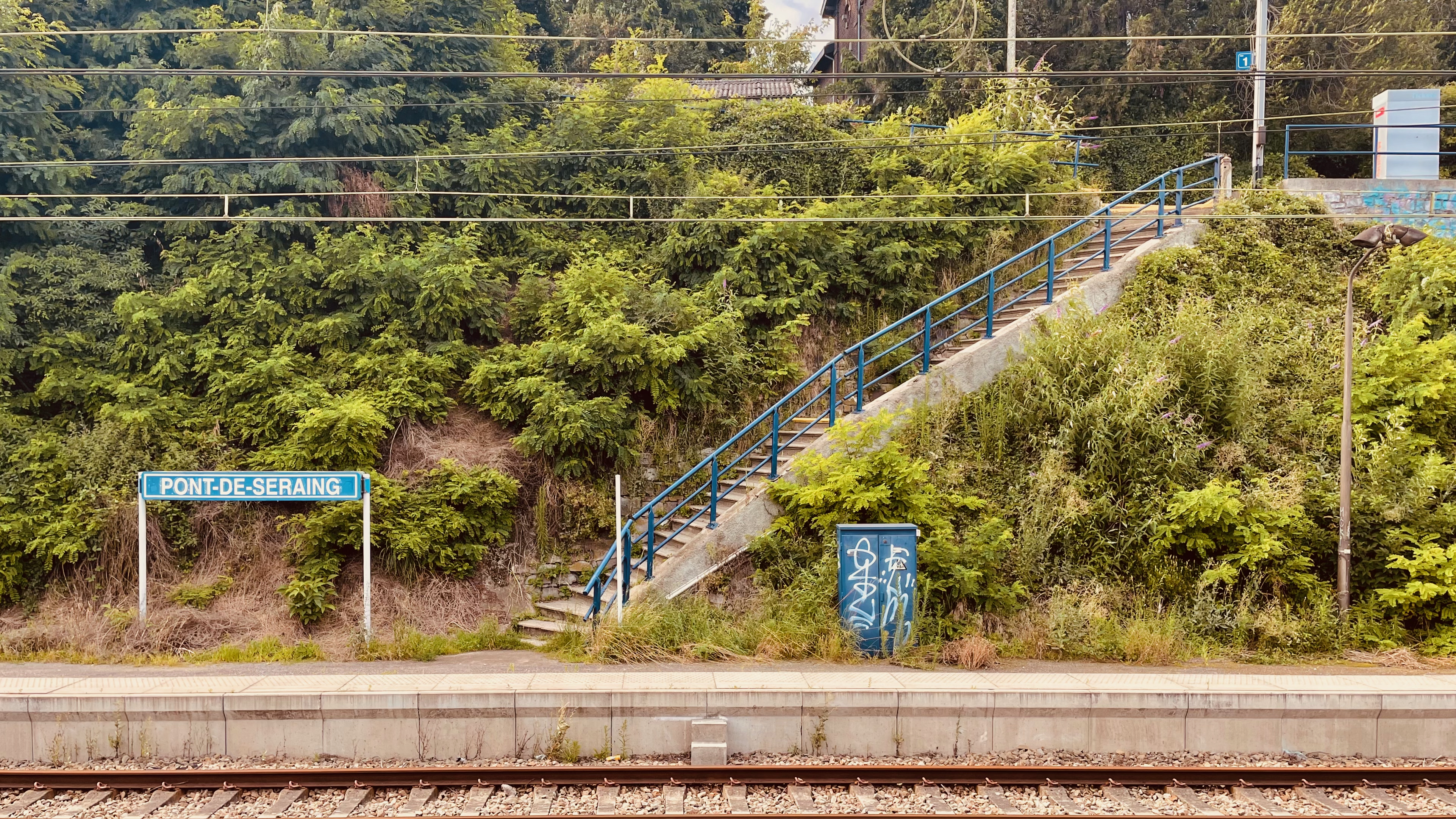
Quai et escalier.
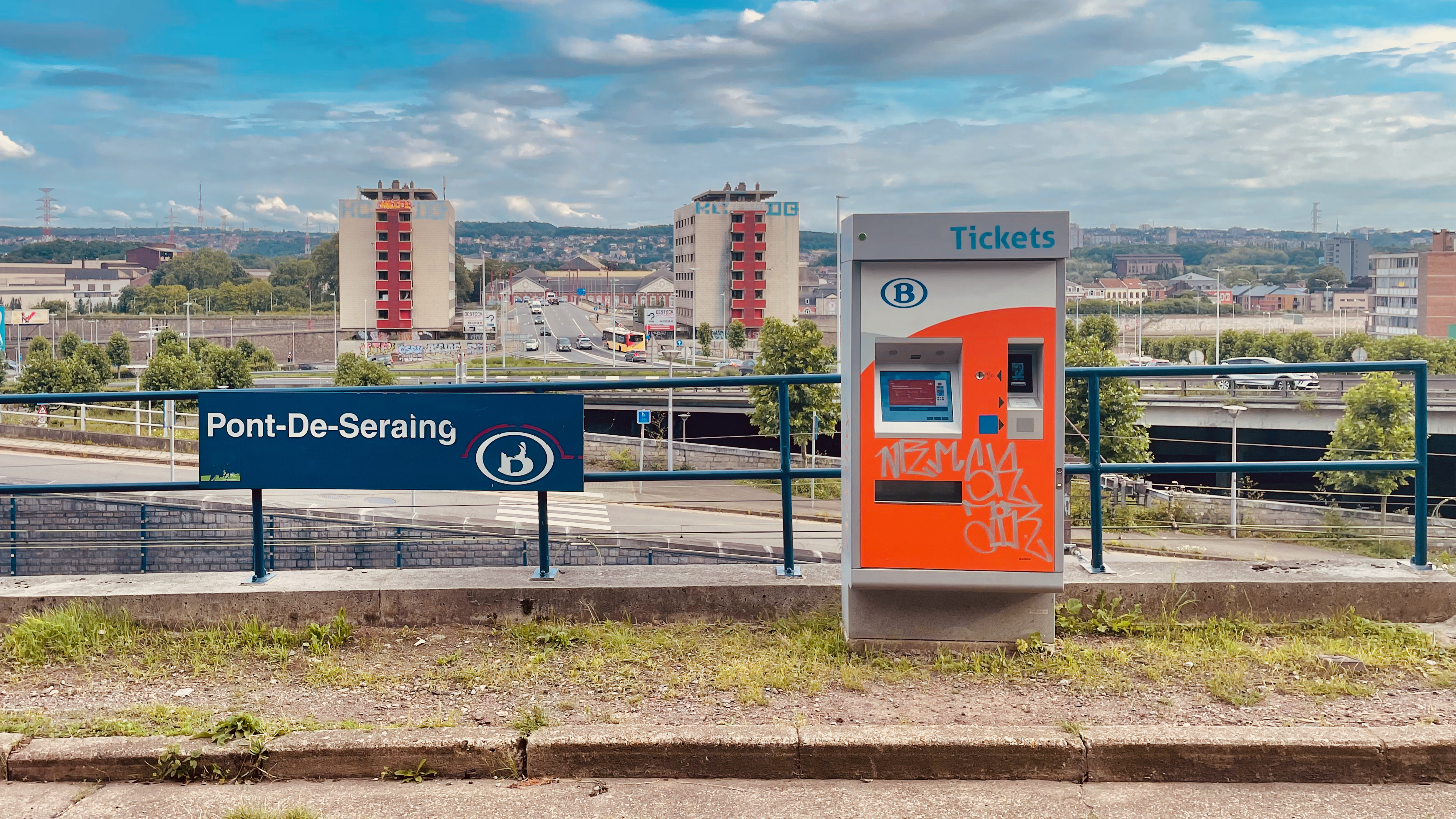
Distributeur automatique.